# Клодион
Клодион Дългокосия или Хлодион (на френски: Clodion le Chevelu; Chlodio, Clodio, Clodius, Clodion, Cloio, Chlogio, * ок. 390, † ок. 448) е крал на салическите франки от Меровингската династия в Галия около 427/428 — 447/448 (или 425 – 450) г.

## Биография
Според франкската хроника на Фредегар той е син на крал Теодомер (409 – 414). Според Liber Historiae Francorum е син на легендарния крал Фарамунд от Меровингите. Според Григорий Турски той е роднина на Меровех. Според легендата майка му е Аргота Тюрингска и той се жени за Басина (дъщеря на Веделфус, крал на тюрингите).
Неговата резиденция е в Диспаргум (не е локализирана, вероятно е Дуисбург, източно от Брюксел или немският Дуисбург).
Между 440 и 450 г. Клодион търпи поражение против западноримските войски с генерал Аеций и по-късния император Майориан на територията на Арас при vicus Helena. Римският успех е споменат в похвална реч на поета по това време Сидоний Аполинарий. Франките са признати за федерати. Те превземат териториите Арас, Камбре чак до река Сома. По неговото време франките превземат вероятно и Турне, който става столица на Хилдерих I.
След него крал става Меровех, вероятно негов син.